# Alagoinhas
Alagoinhas är en stad och kommun i östra Brasilien och ligger i delstaten Bahia. Folkmängden i kommunen uppgår till cirka 150 000 invånare. Alagoinhas grundades år 1852.

## Administrativ indelning
Kommunen var år 2010 indelad i tre distrikt:
- Alagoinhas
- Boa União
- Riacho da Guia

## Befolkningsutveckling
| Område              | Areal (km²)   | Invånarantal 1 augusti 2000 | Invånarantal 1 augusti 2010 | Invånarantal 1 juli 2014 |
| ------------------- | ------------- | --------------------------- | --------------------------- | ------------------------ |
| Kommun              | 752,38        | 130 095                     | 141 949                     | 153 560                  |
| Urban befolkning    | Ingen uppgift | 112 440                     | 124 042                     | Ingen uppgift            |
| ...varav centralort | Ingen uppgift | 110 751                     | 122 281                     | Ingen uppgift            |